# Hileia (Manaus)
O Hiléia é um conjunto de Manaus pertencente à Zona Centro-Oeste. Está situado dentro do bairro Redenção. O conjunto foi inaugurado oficialmente em 1983 (sua primeira etapa) Hiléia I e em 1985 (sua segunda etapa) Hiléia II.

## Transportes
Hileia é servido pela empresa de ônibus Via Verde Transportes Coletivos, com as linhas 208 e 214.